# 8-as busz (Baja)
A bajai 8-as jelzésű autóbusz egy helyi körjárat, ami a Déri Frigyes sétánytól a Bara lakótelepig, majd vissza a sétányig közlekedik. A viszonylatot a Volánbusz üzemelteti.

## Megállóhelyei
| 8 (Déri Frigyes sétány ► DÉLHÚS (► Vaskúti laktanya) ► Déri Frigyes sétány) | 8 (Déri Frigyes sétány ► DÉLHÚS (► Vaskúti laktanya) ► Déri Frigyes sétány) | 8 (Déri Frigyes sétány ► DÉLHÚS (► Vaskúti laktanya) ► Déri Frigyes sétány) | 8 (Déri Frigyes sétány ► DÉLHÚS (► Vaskúti laktanya) ► Déri Frigyes sétány) | 8 (Déri Frigyes sétány ► DÉLHÚS (► Vaskúti laktanya) ► Déri Frigyes sétány) | 8 (Déri Frigyes sétány ► DÉLHÚS (► Vaskúti laktanya) ► Déri Frigyes sétány) | 8 (Déri Frigyes sétány ► DÉLHÚS (► Vaskúti laktanya) ► Déri Frigyes sétány)                            | 8 (Déri Frigyes sétány ► DÉLHÚS (► Vaskúti laktanya) ► Déri Frigyes sétány) |
| Sorszám (↓)                                                                 | Megállóhely                                                                 | Perc (↓)                                                                    | Perc (↓)                                                                    | Kilométer                                                                   | Kilométer                                                                   | Átszállási kapcsolatok                                                                                 |                                                                             |
| --------------------------------------------------------------------------- | --------------------------------------------------------------------------- | --------------------------------------------------------------------------- | --------------------------------------------------------------------------- | --------------------------------------------------------------------------- | --------------------------------------------------------------------------- | --- | --------------------------------------------------------------------------- |
| 0                                                                           | Déri Frigyes sétány végállomás                                              | 0                                                                           | 0                                                                           | 0.0 km                                                                      | 0.0 km                                                                      | 1, 2, 3, 4, 5, 6, 7 5338                                                                               |                                                                             |
| 1                                                                           | Déri-kert                                                                   | 2                                                                           | 2                                                                           | 0.4 km                                                                      | 0.4 km                                                                      | 5, 6, 7                                                                                                |                                                                             |
| 2                                                                           | Kórház                                                                      | 3                                                                           | 3                                                                           | 0.7 km                                                                      | 0.7 km                                                                      | 5, 6, 7 5042, 5314, 5323, 5325, 5326, 5330, 5331, 5332, 5335, 5336, 5337, 5338, 5339                   |                                                                             |
| 3                                                                           | Kálvária                                                                    | 4                                                                           | 4                                                                           | 1.1 km                                                                      | 1.1 km                                                                      | 5, 6, 7 5042, 5314, 5323, 5325, 5326, 5327, 5329, 5330, 5331, 5332, 5335, 5336, 5337, 5338, 5339, 5410 |                                                                             |
| 4                                                                           | Ifjúság utca                                                                | 5                                                                           | 5                                                                           | 1.6 km                                                                      | 1.6 km                                                                      | 5, 6, 7 5325, 5326                                                                                     |                                                                             |
| 5                                                                           | Hűtőház                                                                     | 6                                                                           | 6                                                                           | 2.0 km                                                                      | 2.0 km                                                                      | 5, 6, 7 5042, 5314, 5323, 5325, 5326, 5329, 5330, 5335, 5338, 5339                                     |                                                                             |
| 6                                                                           | VOLÁN-telep                                                                 | 8                                                                           | 8                                                                           | 2.4 km                                                                      | 2.4 km                                                                      | 5, 6, 7 5042, 5314, 5323, 5325, 5326, 5329, 5330, 5335, 5338, 5339                                     |                                                                             |
| 7                                                                           | DÉLHÚS                                                                      | 10                                                                          | 10                                                                          | 2.7 km                                                                      | 2.7 km                                                                      | 5, 6, 7 5314, 5323, 5325, 5326, 5330, 5335, 5338, 5339                                                 |                                                                             |
| 8                                                                           | Köztemető                                                                   | 12                                                                          | 12                                                                          | 3.4 km                                                                      | 3.4 km                                                                      | 5, 6, 7                                                                                                |                                                                             |
| 9                                                                           | Bokodi út                                                                   | 13                                                                          | 13                                                                          | 3.8 km                                                                      | 3.8 km                                                                      | 5, 6, 7                                                                                                |                                                                             |
| 10                                                                          | Kálvária utca (Lőkert sor)                                                  | 14                                                                          | 14                                                                          | 4.2 km                                                                      | 4.2 km                                                                      | 5, 6, 7                                                                                                |                                                                             |
| 11                                                                          | Bara lakótelep                                                              | 16                                                                          | 16                                                                          | 4.9 km                                                                      | 4.9 km                                                                      | 5, 6, 7                                                                                                |                                                                             |
| 12                                                                          | Vaskúti út                                                                  | –                                                                           | 17                                                                          | –                                                                           | 5.2 km                                                                      | 7 5330, 5331                                                                                           |                                                                             |
| 13                                                                          | Vám utca                                                                    | –                                                                           | 18                                                                          | –                                                                           | 5.5 km                                                                      | 7 5330, 5331                                                                                           |                                                                             |
| 14                                                                          | Vaskúti laktanya forduló                                                    | –                                                                           | 19                                                                          | –                                                                           | 5.5 km                                                                      | 7 |                                                                             |
| 15                                                                          | Vám utca                                                                    | –                                                                           | 20                                                                          | –                                                                           | 6.5 km                                                                      | 7 5330, 5331                                                                                           |                                                                             |
| 16                                                                          | Vaskúti út                                                                  | –                                                                           | 21                                                                          | –                                                                           | 6.8 km                                                                      | 7 5330, 5331                                                                                           |                                                                             |
| 17                                                                          | Háromnyúl utca                                                              | 17                                                                          | 22                                                                          | 5.3 km                                                                      | 7.3 km                                                                      | 5, 6, 7                                                                                                |                                                                             |
| 18                                                                          | Szőlő utca                                                                  | 18                                                                          | 23                                                                          | 5.6 km                                                                      | 7.6 km                                                                      | 5, 6, 7                                                                                                |                                                                             |
| 19                                                                          | Vöröskereszt téri iskola                                                    | 19                                                                          | 24                                                                          | 5.8 km                                                                      | 7.8 km                                                                      | 5, 6, 7 5332, 5335, 5336, 5337, 5338, 5339                                                             |                                                                             |
| 20                                                                          | Wesselényi utca                                                             | 20                                                                          | 25                                                                          | 6.2 km                                                                      | 8.2 km                                                                      | 5, 6, 7 5335, 5336, 5337                                                                               |                                                                             |
| 21                                                                          | Alsóvárosi ÁMK                                                              | 22                                                                          | 26                                                                          | 6.8 km                                                                      | 8.8 km                                                                      | 7 |                                                                             |
| 22                                                                          | Kálvária                                                                    | 25                                                                          | 27                                                                          | 7.6 km                                                                      | 9.6 km                                                                      | 5, 6, 7 5042, 5314, 5323, 5325, 5326, 5327, 5329, 5330, 5331, 5332, 5335, 5336, 5337, 5338, 5339, 5410 |                                                                             |
| 23                                                                          | Kórház                                                                      | 26                                                                          | 28                                                                          | 8.0 km                                                                      | 10.0 km                                                                     | 5, 6, 7 5042, 5314, 5323, 5325, 5326, 5330, 5331, 5332, 5335, 5336, 5337, 5338, 5339                   |                                                                             |
| 24                                                                          | Déri-kert                                                                   | 27                                                                          | 29                                                                          | 8.3 km                                                                      | 10.3 km                                                                     | 5, 6, 7                                                                                                |                                                                             |
| 25                                                                          | Déri Frigyes sétány végállomás                                              | 28                                                                          | 30                                                                          | 8.7 km                                                                      | 10.7 km                                                                     | 1, 2, 3, 4, 5, 6, 7 5338                                                                               |                                                                             |